# Can Xec (Taradell)
Can Xec és una obra de Taradell (Osona) protegida com a Bé Cultural d'Interès Local.

## Descripció
Edifici entre mitgeres de planta rectangular, de planta baixa i dos pisos. La façana principal presenta quatre eixos de composició vertical. A la planta baixa hi ha dues grans obertures als extrems per al pas dels vehicles a l'interior del garatge; al centre, dues portes més, de menors dimensions i d'arc pla, permeten l'entrada a l'interior de l'immoble. Totes quatre presenten llinda i brancals de pedra.
Al primer pis hi ha quatre obertures rectangulars que s'obren a balcons individuals, amb un voladís motllurat i baranes de ferro forjat. Al mig, entre dos balcons, hi ha una petita fornícula emmarcada en pedra i amb un petit ampit. Al segon i últim nivell hi ha una petita finestra en un extrem i tres obertures ampitadores d'arc escarser que formen una galeria -tot i que no és compartida.
Remata la façana un ràfec acabat en dues filades de teules. El parament és arrebossat i pintat.